# 山地八郎
山地八郎（やまじ はちろう 1908年10月1日 - 1999年6月9日）は、日本の元商工・通産官僚。香川県仲多度郡多度津町出身。

## 略歴
- 府立一中、旧制静岡高校を経て、
- 1931年 東京帝国大学法学部政治学科卒業後、内務省入省
- 1936年 商工省に移る。
同期には、平井富三郎、長村貞一（経済審議庁次長、特許庁長官）、佐枝新一（通商機械局長兼臨時通商業務局長、内務省出身）など。
- 1941年6月10日 物価局第一部企業課長
戦時物価政策並びに物価統制の調査・視察のために、盟邦ナチス・ドイツへ赴任。
- 1944年2月 軍需省鉱山監督局書記から軍需省非鉄金属局軍需官に
- 1948年11月20日 石炭庁亜炭局長
- 1949年2月12日 石炭庁管理局長
- 同年5月25日 福岡通商産業局長
- 1950年7月21日 東京通商産業局長
終戦後、川崎重工業の銑鉄供給元であった日本製鐵分割の影響を受け、川崎重工業から分離した川崎製鉄（現・JFEスチール）の社長となった西山弥太郎による、千葉に高炉を持つ銑鋼一貫体制の製鉄所建設計画の請願書を受領する。計画自体は、「製鉄所にペンペン草を生やしてやる」と言ったとまで増幅して伝えられた一万田尚登日銀総裁の言葉が有名であるように、当時金融行政を掌っていた日銀、通産などの反対にあったが、通産による八幡・富士・日本鋼管の高炉メーカー3社 + 川鉄・住金・神鋼の平炉メーカー3社による経営合理化・寡占化体制が見直され、山地が千葉の第一高炉建設地を紹介し、千葉製鉄所開設に至った。
- 1952年3月31日 資源庁次長
- 同年5月27日 資源庁長官（兼次長事務取扱）
同年7月9日、周東英雄経本長官、平井富三郎同官房長、玉置敬三通産事務次官らと、電源開発促進法成立に伴う、電源開発会社設立準備委員会を8月中に発足させることとなった。
- 退官後、川崎製鉄入社
- 1955年 同社・取締役
- 1962年 同社・常務取締役
- 1966年 同社・専務取締役
- 1968年 川鉄鉱業社長
- 1970年 川崎製鉄顧問
- 1978年 川鉄鉱業取締役相談役

## 参考書籍
- 『通産省』 （川北隆雄、講談社現代新書、1991年3月） P152~P156